# Аждаак (вулкан)
Аждаа́к (ранее также Агманган, арм. Աժդահակ) — потухший вулкан, высшая точка Гегамского хребта, высотой 3597,3 метра над уровнем моря. Четвёртая по высоте гора современной Армении после Арагаца, Капутджуха и Сискатара.
На вершине горы расположен заполненный водой кратер — безымянное озерцо. С вершины вулкана открывается пейзаж гор Арарат, Атис, Ара, Арагац, озера Севан, а также склоны Гегамского хребта и долина Котайкской области.
На Гегамском хребте, в окрестностях вулкана находится озеро Акна (арм. Ակնալիճ), что означает «око» на армянском языке.
Юго-восточные склоны Гегамских гор пересекаются с овеянным легендами Хосровским лесом.

## Геология

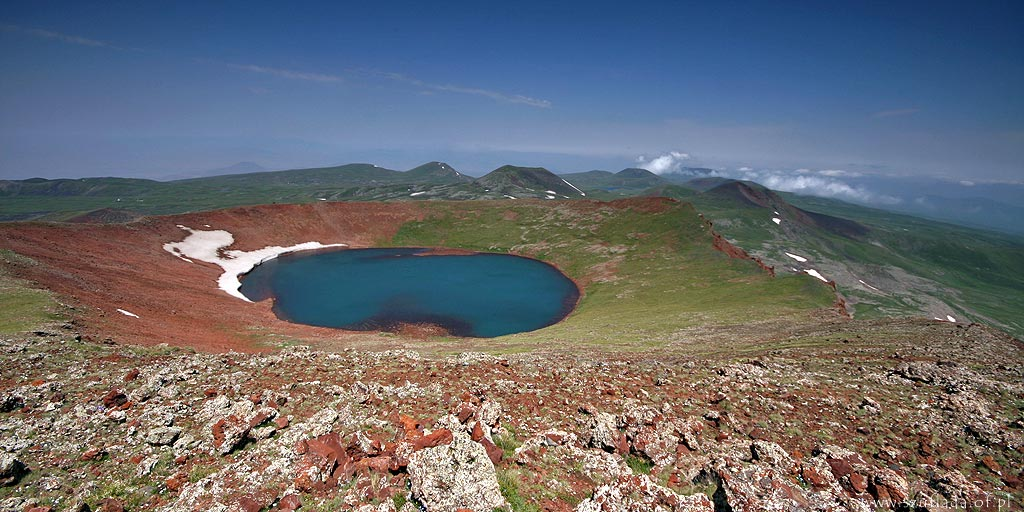
Озеро в кратере Аждаака

Сложный шлаковый конус Аждаак представлен крупной усечённой постройкой диаметром до 1600 м и высотой до 370 м.
Общая площадь лав вулкана, частично размытых и перекрытых потоками вулкана Тар, составляет около 8 км².
Конус сложен шлаками, лапилли, песками, пеплами, обломками, глыбами лав, шлаковыми, крученными, композитными, веретенообразными бомбами.

## Фауна и флора

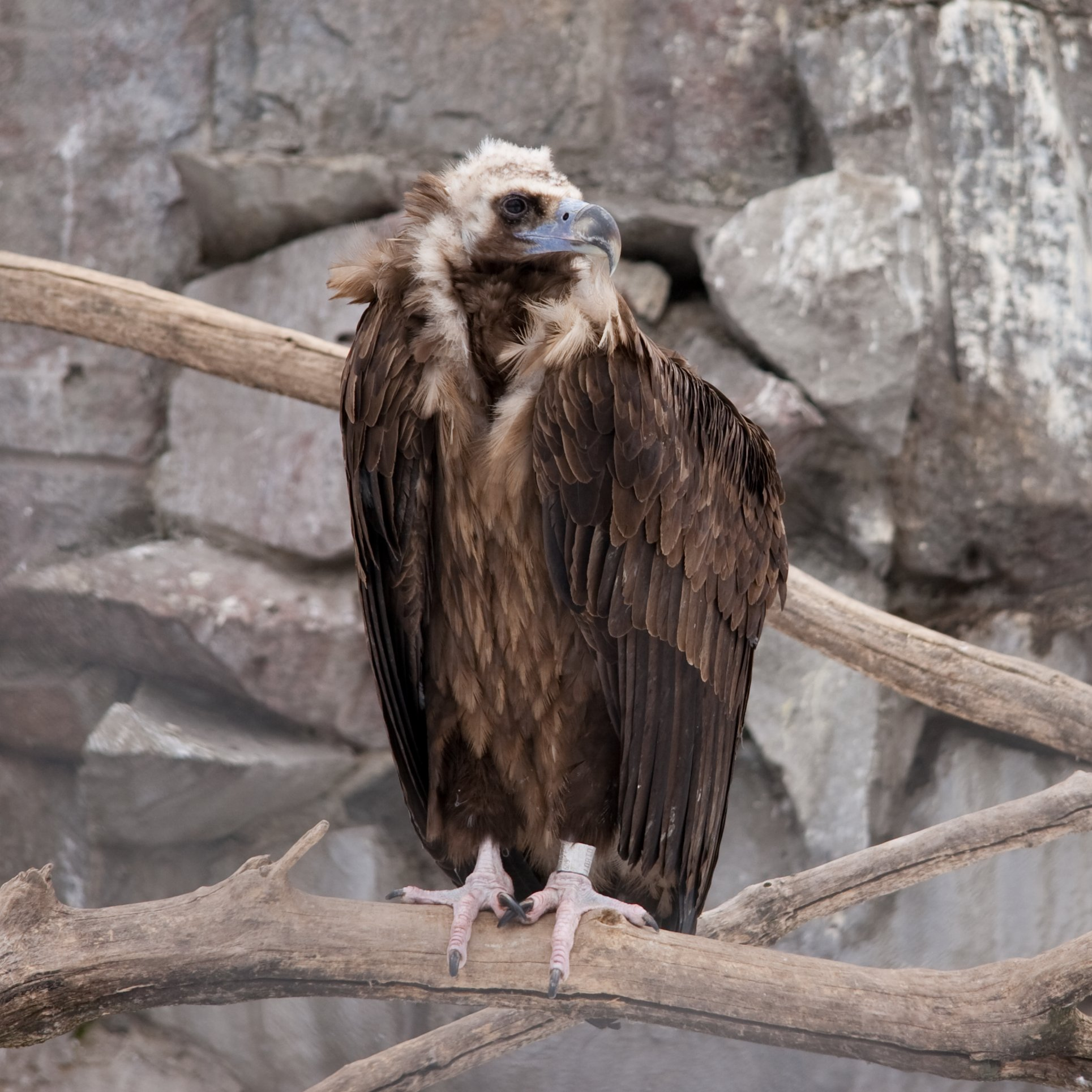
Один из представителей фауны Гегамского хребта — Чёрный гриф

Фауна Гегамского хребта насчитывает около 250 видов птиц, что составляет 70 % от всей орнитофауны Армении. Каменистые склоны являются незаменимой средой обитания хищных птиц, таких как:
- Беркут (Aquila chrysaetos)
- Стервятник (Neophron percnopterus)
- Черный гриф (Aegypius monachus)
- Могильник (Aquila heliaca)
- Белоголовый сип (Gyps fulvus)
- Бородач (Gypaetus barbatus)

На склонах, покрытых снегом, встречаются следы бурого медведя.
На территории Гегамского хребта и в окрестностях вулкана Аждаак встречаются растения
- Нагловатка мускусная (Jurinea moschus)
- Арабис кавказский (Arabis caucasica),
- Кошачья лапка двудомная (Antennaria dioica),
- Горечавка понтийская (Gentiana pontica),
- Цмин Палласа (Helichrysum pallasii) — редкий вид, занесён в Красную книгу,
- Манжетки (Alchemilla grossheimii),
- Лапчатка Кранца (Potentilla crantzi),
- Сиббальдия мелкоцветная (Sibbaldia parviflora),
- Мерендера Радде (Merendera raddeana),
- Остролодочник лазика (Oxytropis lazica),
- Вавиловия Оше (Vavilova aucheri)

## Наскальные изображения

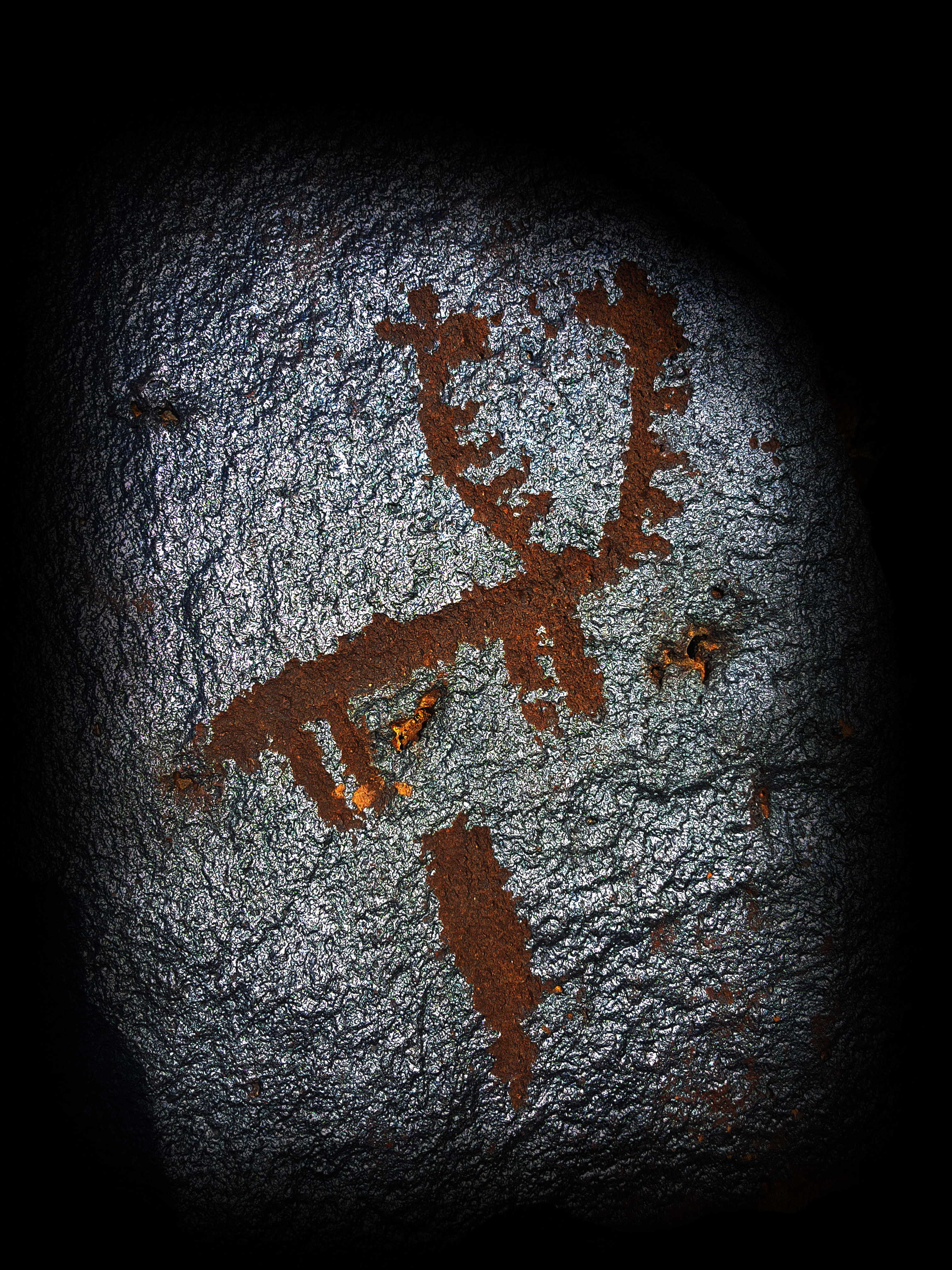
Петроглиф у Аждаака

Возле вулкана Аждаак было обнаружено множество петроглифов — наскальных рисунков, высеченных на скалах. Изображены люди в сценах охоты и состязаний, а также астрономические тела и явления: Солнце, Луна, звёздные созвездия, болиды, кометы и молнии.

## Происхождение названия
В армянской мифологии Аждаак — человек-дракон (вишап), что соответствует древнеиранскому "Ажи-Дахак", что буквально означает "дракон Дахака".

## Поселения близ Аждаака
Скотоводством в Гегамских горах занимаются армяне, а также езиды — одно из национальных меньшинств Армении; последние переселяются в горы на лето, живут в палатках семьями, даже с грудными детьми.

## Галерея

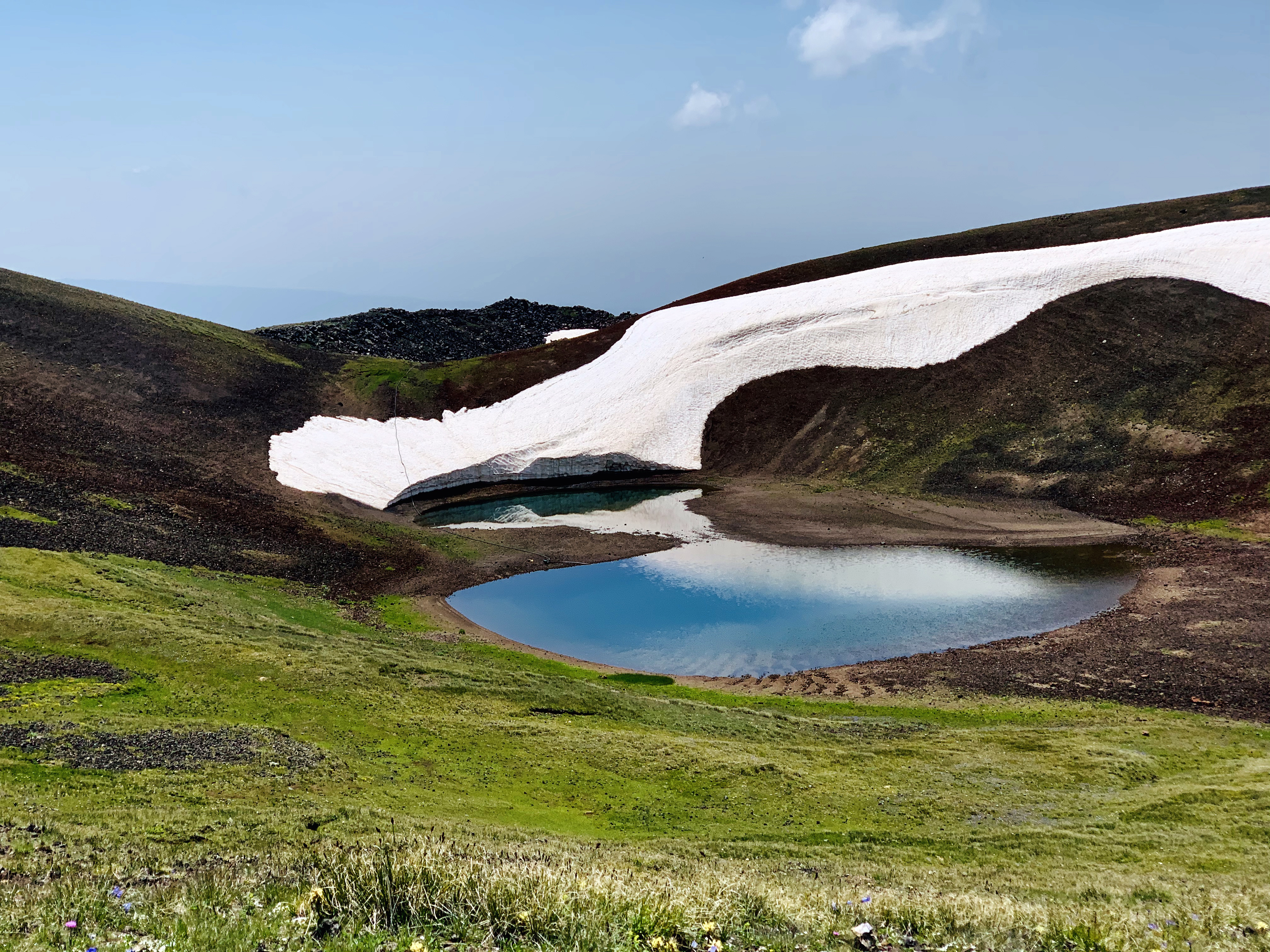
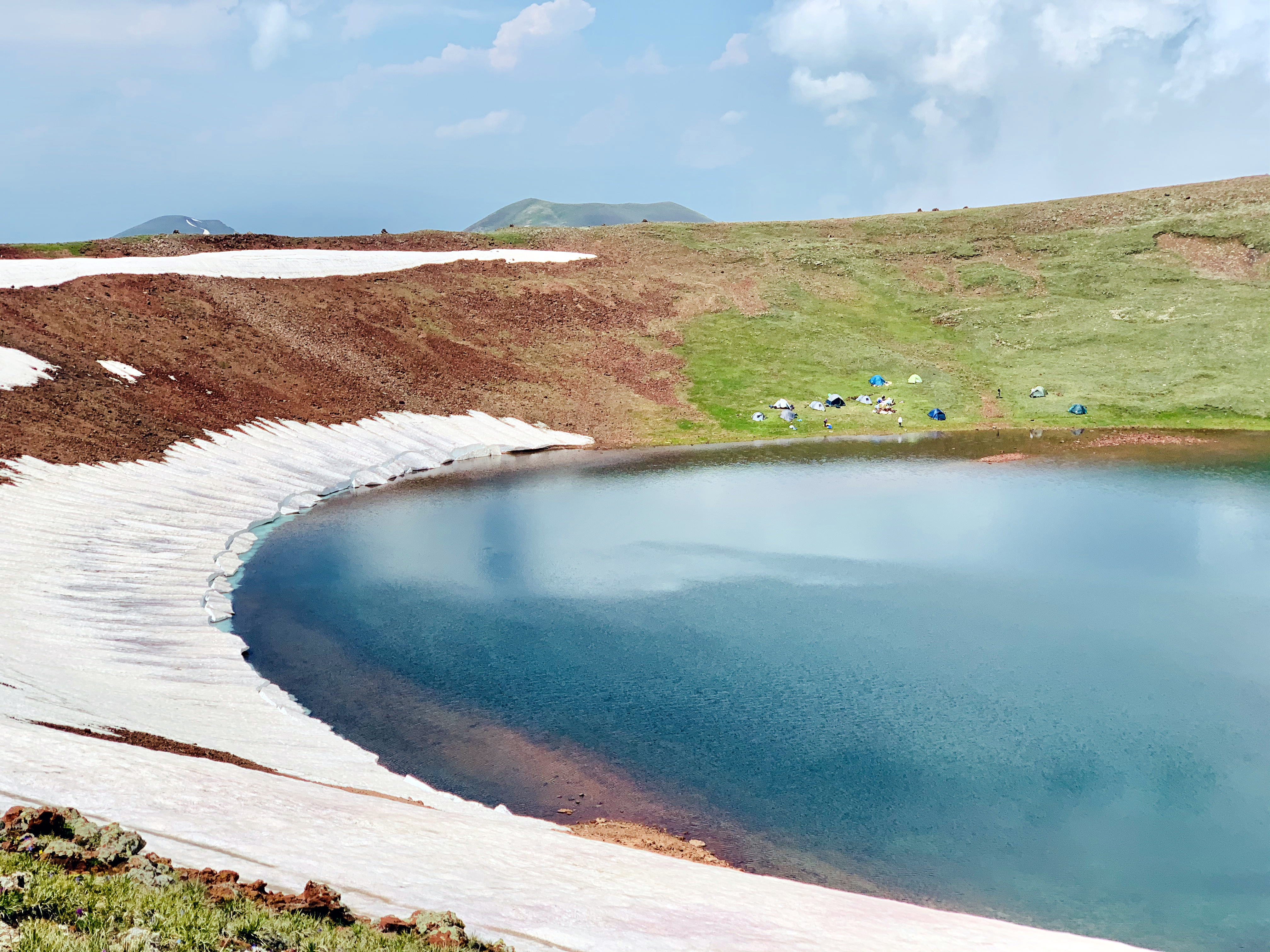
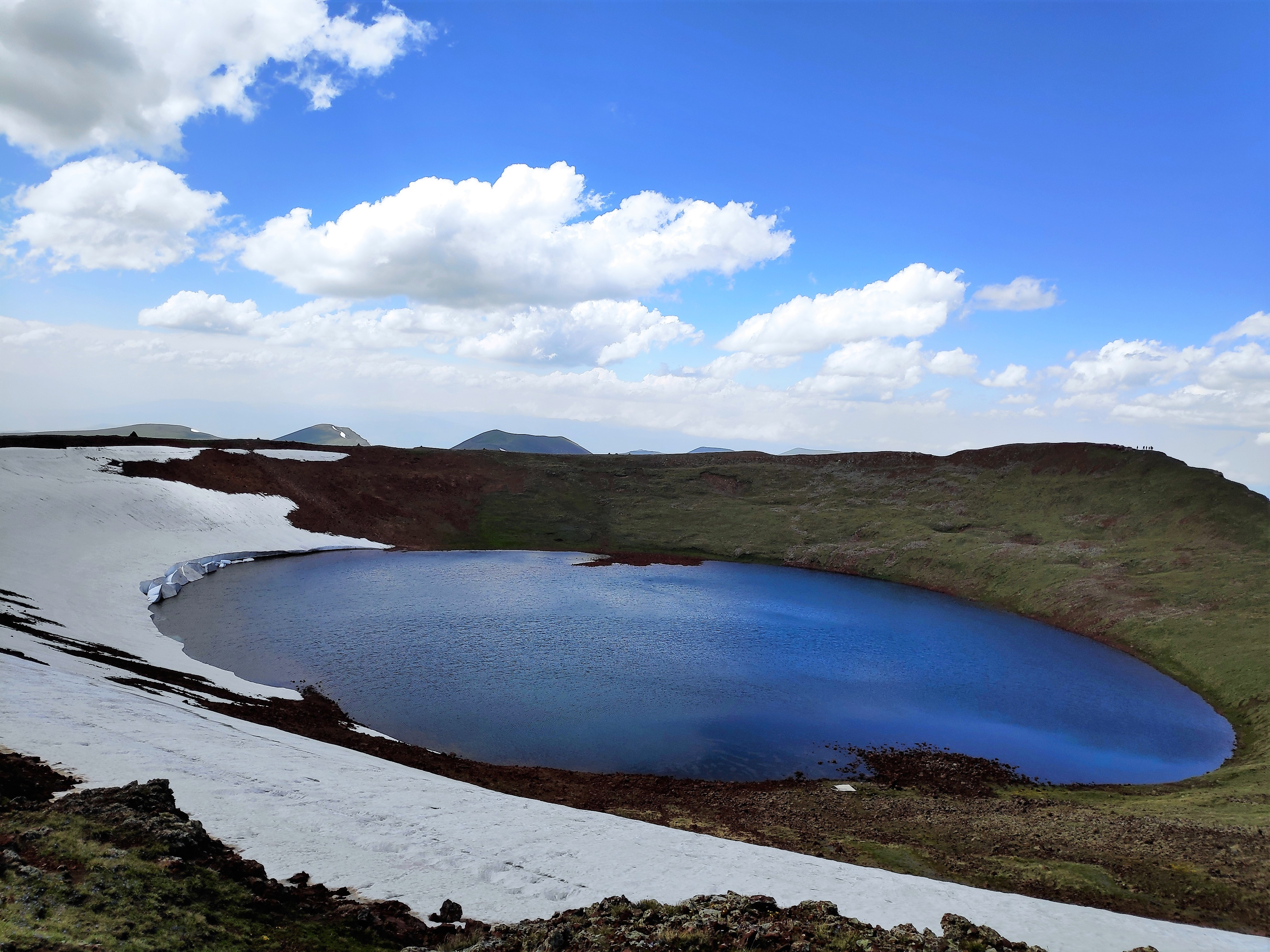
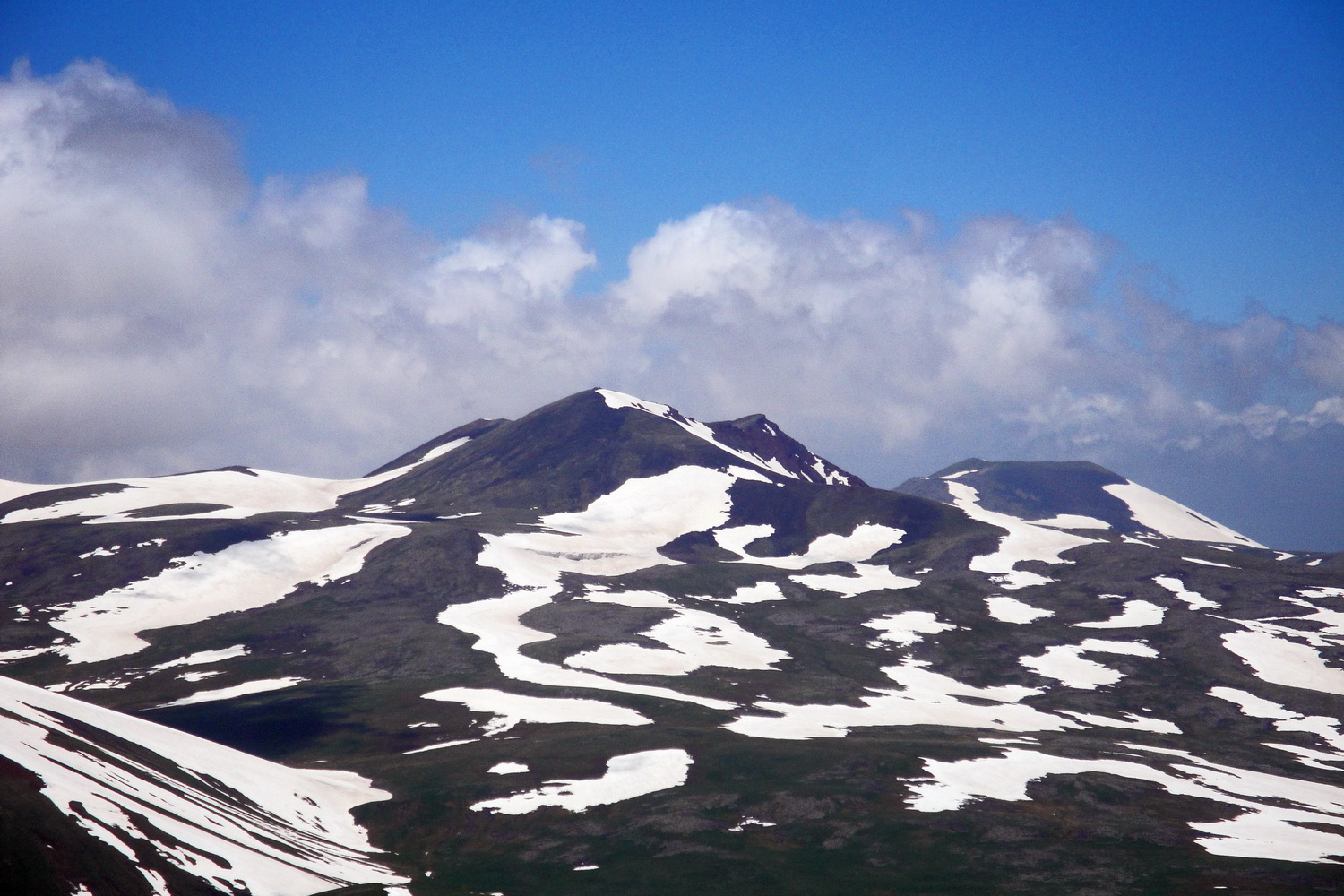
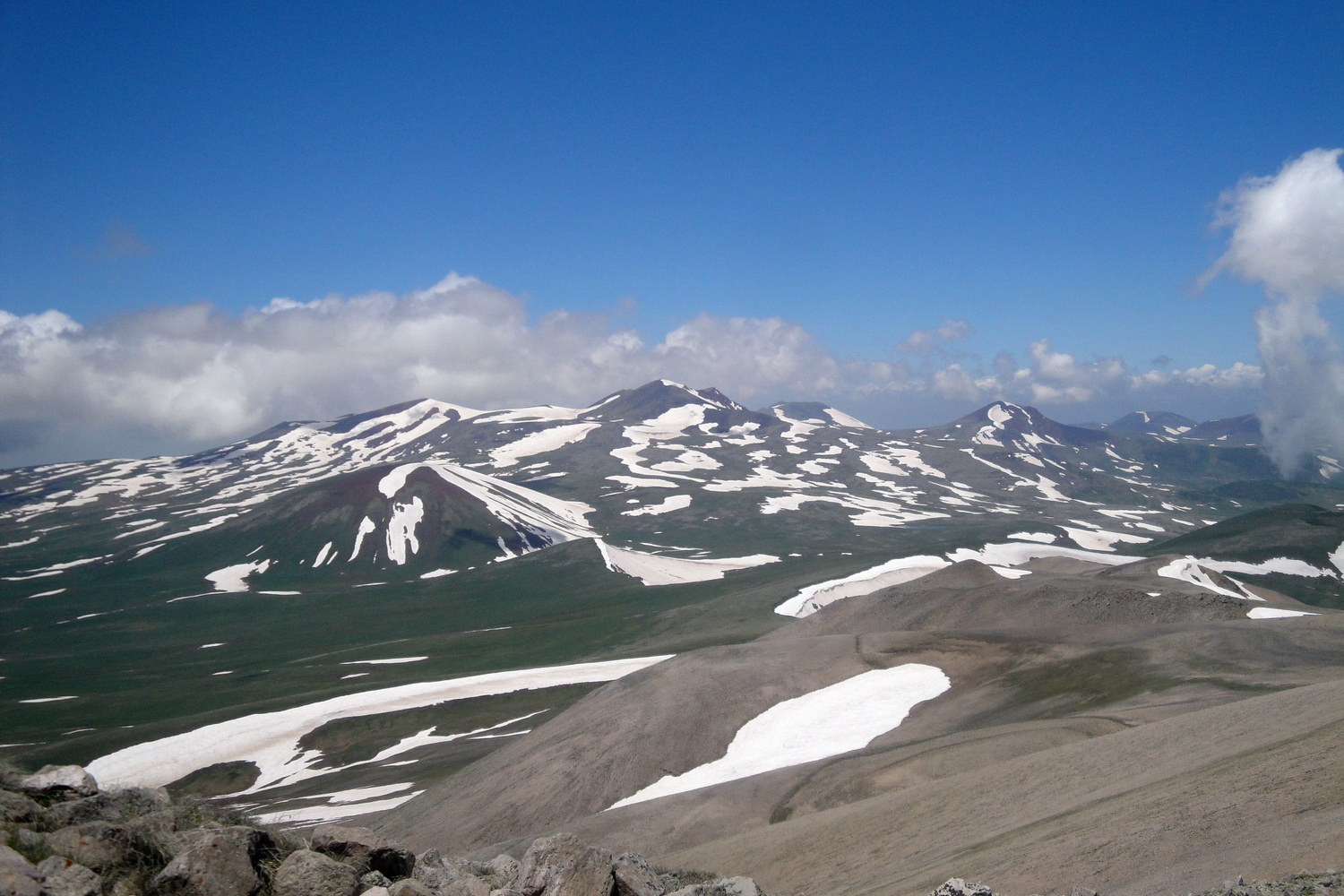
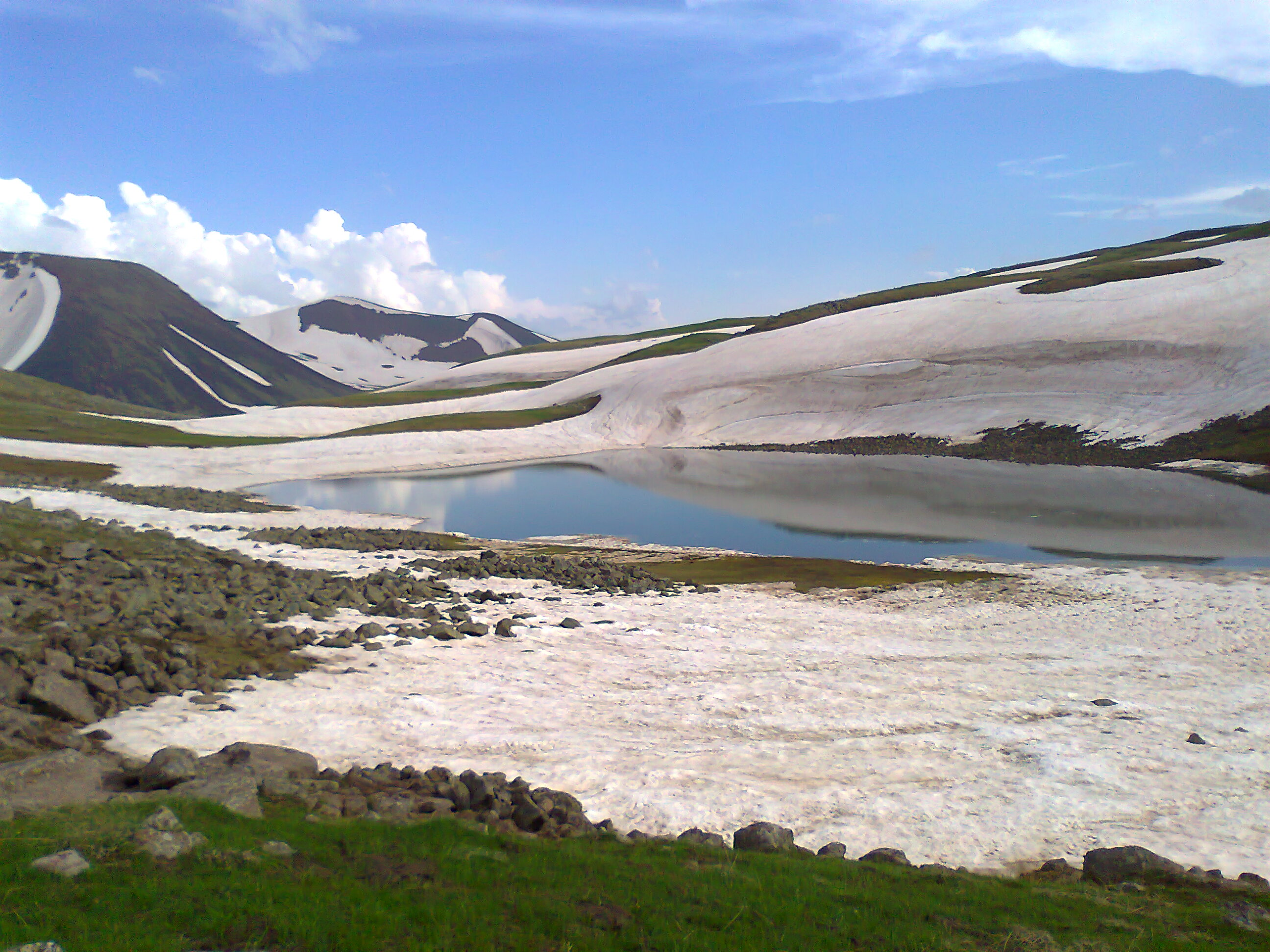
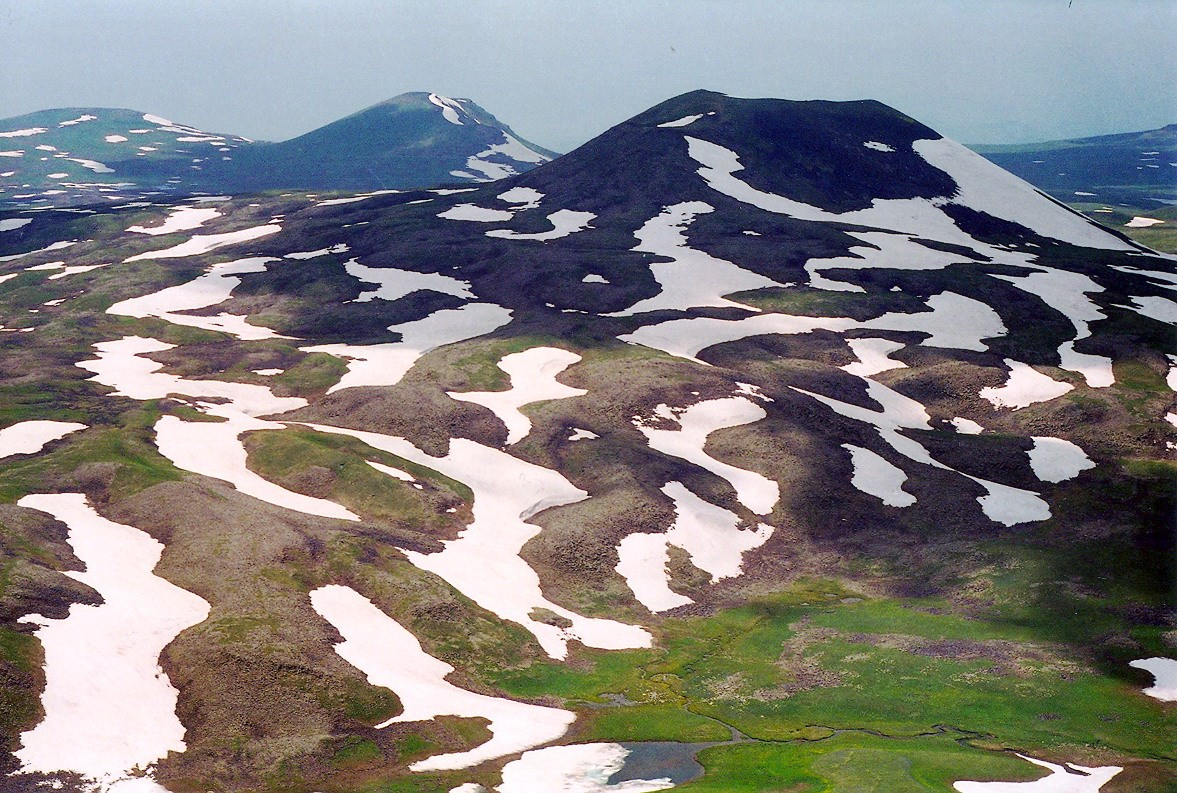

## Туризм
Аждаак привлекателен для туристов, однако групп мало. Это связано с изолированностью местности, сложностями ориентирования, усугубляющимися факторами погодных условий, таких как: гром и молния, град и снег, туман вплоть до видимости 2-3 м.